# Metamynoglenes attenuata
Metamynoglenes attenuata là một loài nhện trong họ Linyphiidae.
Loài này thuộc chi Metamynoglenes. Metamynoglenes attenuata được A. David Blest miêu tả năm 1979.